# چستر (پنسیلوانیا)
چستر (به انگلیسی: Chester) شهری در ایالت پنسیلوانیا کشور ایالات متحده آمریکا است که جمعیت آن در سرشماری سال ۲۰۱۰ میلادی، ۳۳٬۹۷۲ نفر بوده‌است.